# Ulderico Adolfo Colagiovanni
Ulderico Adolfo Colagiovanni (Campodipietra, 13 gennaio 1917 – Campobasso, 1996) è stato un politico italiano.

## Biografia
Nato a Campodipietra nel 1917, si laureò in lettere classiche ed esercitò la professione di insegnante prima e di preside poi presso gli istituti magistrali.
Aderì in un primo momento al Partito Socialista Italiano, dirigendo il periodico «Il Lavoratore» e ricoprendo la carica di assessore nel 1944 nella prima giunta comunale di Campobasso dopo la caduta del fascismo, nominata dal Comitato di Liberazione Nazionale. Nel 1947 passò al neocostituito Partito Socialista Democratico Italiano, prima di aderire definitivamente alla Democrazia Cristiana nel 1958. Nel 1960 fu eletto consigliere della Provincia di Campobasso e nel 1963 venne nominato segretario regionale del partito.
Dal 1962 al 1966 fu presidente dell'Unione Sportiva Campobasso.
Sedette nel Consiglio regionale del Molise ininterrottamente dalla I legislatura del 1970 al 1991, e dal novembre 1984 al maggio 1985 ricoprì la carica di presidente della Regione. Fu inoltre assessore nella giunta presieduta da Fernando Di Laura Frattura fino al 1990.